# Paralaudakia erythrogaster
Espèce
Synonymes
- Stellio erythrogastra Nikolsky, 1896
- Laudakia erythrogastra (Nikolsky, 1896)
- Laudakia erythrogaster (Nikolsky, 1896)
- Stellio erythrogaster var. pallida Nikolsky, 1897
- Agama caucasia mucronata Guibé, 1957
- Stellio erythrogaster nurgeldievi Tuniyev, Atayev & Shammakov, 1991

Statut de conservation UICN

 LC  : Préoccupation mineure
Paralaudakia erythrogaster est une espèce de sauriens de la famille des Agamidae.

## Répartition
Cette espèce se rencontre entre 1 000 et 2 440 m d'altitude dans le sud-est du Turkménistan, dans le nord de l'Afghanistan et dans le nord-est de l'Iran.

## Publication originale
- Nikolsky, 1896 : Diagnoses reptilium et amphibiorum novorum in Persia orientali a N. Zarudny collectorum. Annuaire Musée Zoologique de l’Académie Impériale des Sciences de St.-Pétersbourg, vol. 1, p. 369-372